# Hof ten Houte

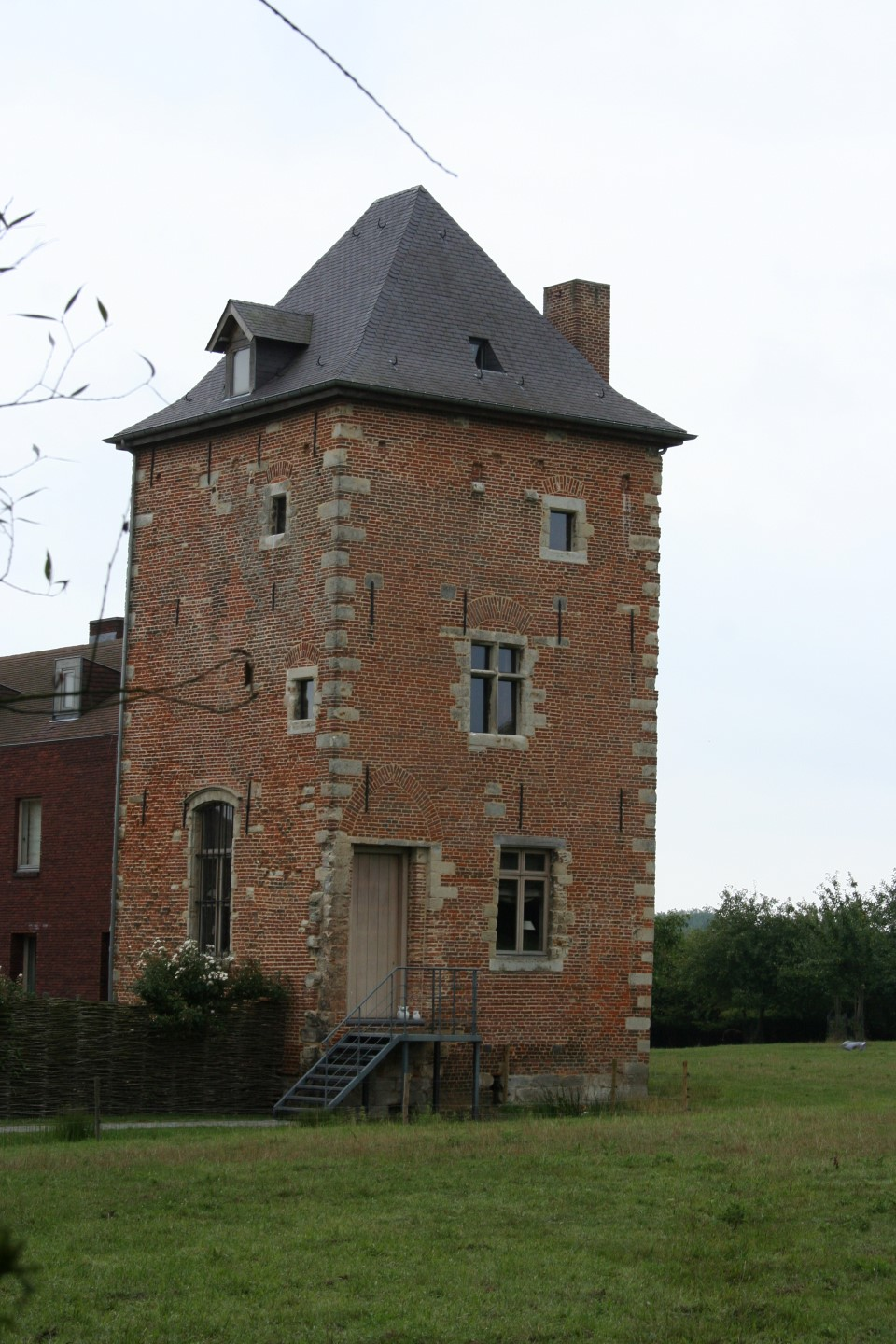
Hof ten Houte

Het Hof ten Houte is een voormalig leengoed in de tot de Vlaams-Brabantse gemeente Merchtem behorende plaats Peizegem, gelegen aan Dries 77.

## Geschiedenis
Het hof was een leen van de Hertog van Brabant en het werd bewoond door diverse adellijke families zoals Hobosch (voor 1270), van Assche (1270-1468) en Spinola (17e en begin 18e eeuw).
Wanneer de donjon werd gebouwd is niet exact bekend. Mogelijk gebeurde dit omstreeks 1360 maar sommige auteurs noemen een veel jongere datum, ergens omstreeks 1460.
In de loop van de 19e eeuw werden stallen, schuren en dergelijke bijgebouwd.

## Gebouw
Het complex is langs de Brabantse Beek gelegen, die de grens met het Graafschap Vlaanderen vormde. Het belangrijkste bouwwerk is de woontoren die in de 2e helft van de 15e eeuw wordt gedateerd. In 2004 werd deze donjon gerestaureerd. De vierkante bakstenen donjon heeft drie verdiepingen en een halfbovengrondse kelderverdieping. Hij wordt afgedekt door een tentdak.
De noordoostelijke gevel was het oudst. Hier was oorspronkelijk de ingang. Deze is eeuwenlang dichtgemetseld geweest maar werd bij de restauratie in 2004 weer geopend.

## Interieur
Boven de kelder bevindt zich de ontvangstruimte, waar zich vermoedelijk tevens de keuken bevond. Daarboven was het woongedeelte. Hier bevindt zich een schouw en zijn latrines. Daar weer boven waren de slaapkamers.